# Kolinda Grabar-Kitarović
Kolinda Grabar-Kitarović (Rijeka, 29 april 1968) is een Kroatisch politica en voormalig diplomate. Tussen 2015 en 2020 was zij president van Kroatië. Ze was tot aan haar installatie als president lid van de conservatieve Kroatische Democratische Unie (Hrvatska demokratska zajednica, afgekort HDZ) en van de Trilaterale commissie, een westers georiënteerde internationale denktank op het gebied van politiek en economie.
Ze was onder meer minister van Buitenlandse Zaken (2005-2008) en ambassadeur in de Verenigde Staten (2008-2011). Van 2011 tot 2014 was zij assistent secretaris-generaal voor publieke diplomatie bij de NAVO.

## Levensloop
Grabar-Kitarović volgde verscheidene universitaire opleidingen, waaronder een master in internationale betrekkingen aan de Universiteit van Zagreb.
Vanaf 1992 werkte ze bij diverse Kroatische ministeries en was van 1997 tot 2000 gestationeerd op de Kroatische ambassade in Canada. Vervolgens werkte ze van 2001 tot 2003 in een diplomatieke functie op het ministerie van Buitenlandse Zaken.
In november 2003 werd ze voor de Kroatische Democratische Unie in het parlement van Kroatië (Hrvatski Sabor) verkozen. De maand daarop werd ze als minister voor Europese integratie in de nieuwgevormde regering van premier en partijgenoot Ivo Sanader opgenomen, om deze te verruilen voor die van minister van Buitenlandse Zaken in februari 2005. Als zodanig was ze belast met het binnenbrengen van Kroatië in zowel de Europese Unie als de NAVO. Ze keerde niet terug in het in januari 2008 aangetreden tweede kabinet van Sanader en werd ambassadeur in de Verenigde Staten om vervolgens in 2011 als eerste vrouw assistent secretaris-generaal van de NAVO - belast met publieke diplomatie - te worden, een post die ze tot 2014 bekleedde.
Eind 2014 werd ze nipt tweede in de eerste ronde van de Kroatische presidentsverkiezingen. In de tweede ronde, begin 2015, wist ze echter haar tegenkandidaat en toenmalig president Ivo Josipović nipt te verslaan. Ze werd hiermee de eerste vrouwelijke president van Kroatië. In 2016 werd zij lid en in 2019 voorzitter van de Council of Women World Leaders.
Bij de presidentsverkiezingen van 2019-20 werd Grabar-Kitarović niet herkozen. Ze verloor in de tweede ronde van de sociaaldemocraat en voormalig minister-president Zoran Milanović, die haar op 19 februari 2020 opvolgde.

## Persoonlijk
Kolinda Grabar-Kitarović is sinds 1996 getrouwd met Jakov Kitarović. Samen hebben ze twee kinderen.
- Gemeinsame Normdatei: 1099915384
- International Standard Name Identifier: 0000 0000 6218 6788
- Nationale en Universitaire bibliotheek Zagreb: 000030655
- Système universitaire de documentation: 237505193
- Virtual International Authority File: 15146332829718730167

Franjo Tuđman · Stjepan Mesić · Ivo Josipović · Kolinda Grabar-Kitarović · Zoran Milanović